# Filippo Parlatore

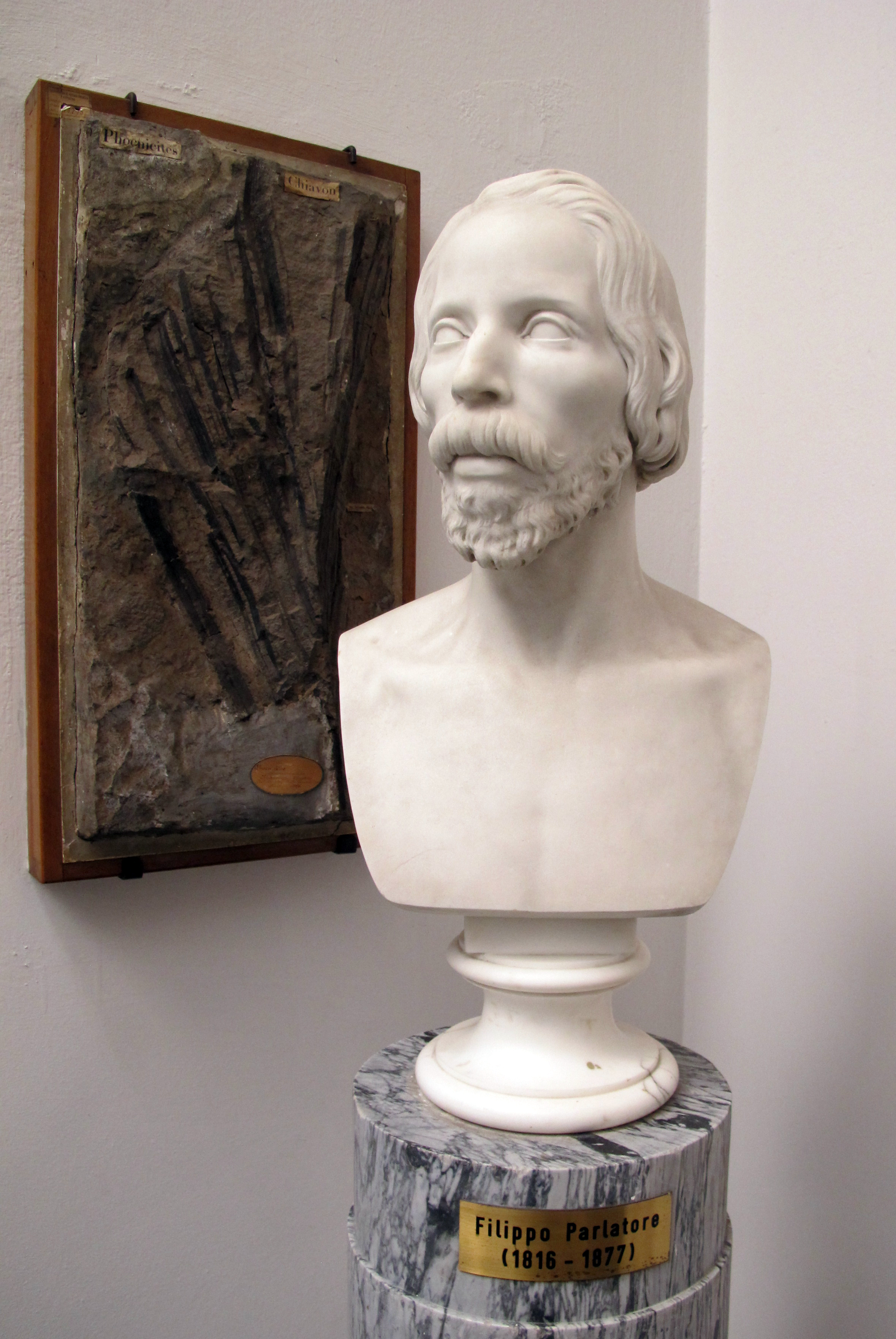
Busto di Filippo Parlatore al museo di Botanica dell'Università di Firenze

Filippo Parlatore (Palermo, 8 agosto 1816 – Firenze, 9 settembre 1877) è stato un botanico italiano.

## Biografia
Laureatosi in medicina a Palermo, fece le sue prime esperienze scientifiche nel campo dell'anatomia.
Il suo interesse per la botanica nacque dalla conoscenza di botanici palermitani come Vincenzo Tineo, direttore dell'Orto botanico di Palermo, e Antonino Bivona Bernardi.
Nel 1840 lasciò la sua città natale per approfondire le sue conoscenze botaniche. Girò l'Italia, la Svizzera, si fermò per un anno a Parigi, dove ebbe come maestri de Candolle, Jaume Saint-Hilaire, Brogniart, ed entrò in amicizia con Webb e von Humboldt.
Nel 1842 il Granduca Leopoldo II gli conferì la cattedra di botanica all'Università di Firenze, e lo nominò direttore del Giardino dei Semplici di Firenze, annesso al locale Museo Botanico. Nel 1844 fondò il Giornale botanico italiano e, l'anno dopo, l'Erbario Centrale Italiano. Diresse il Museo di Storia Naturale di Firenze dal 1868 fino alla morte, quando il neonato Museo degli strumenti antichi di astronomia e di fisica fu affidato alle cure di Ferdinando Meucci.
Si deve al suo impegno la rinascita dell'associazionismo scientifico in campo botanico che condurrà, nel 1854 alla nascita della Società Toscana di Orticultura (di cui diverrà il primo presidente) e, nel 1888, alla nascita della Società Botanica Italiana. È stato socio dell'Accademia Nazionale delle Scienze detta dei XL.
La morte lo colse alle 6.34 del 9 settembre 1877, mentre si trovava in una cantina. Per volere suo e dei suoi congiunti le sue spoglie mortali vennero inumate in una fossa comune. Non una cerimonia, non una croce in suo ricordo.

## Opere
A soli 22 anni pubblicò la prima parte dell'opera Flora Panormitana, uno studio sulla flora siciliana, rimasto incompleto.
Nel 1848 iniziò a scrivere il primo volume della Flora Italiana. L'opera è concepita in dieci volumi, ma Parlatore riuscì a scriverne interamente solo i primi quattro, mentre gli altri sono parzialmente opera di Théodore Caruel.
Oltre alla Flora Italiana, meritano una menzione anche le Lezioni di botanica comparata (Firenze, 1843) e la Monografia delle fumarie (Firenze, 1844).
Contribuì inoltre al sedicesimo volume del Prodromus systematis naturalis regni vegetabilis di de Candolle, di cui scrisse i capitoli su conifere e gnetacee, nonché alla  Histoire naturelle des îles Canarie di Philip Barker Webb (Parigi, 1836-50).

## Riconoscimenti
- Nel 1842 il botanico Pierre Edmond Boissier chiamò un genere di crucifere, Parlatoria, in suo onore.
- Gli è stata dedicata la specie Helictotrichon parlatorei.
- Nell'esposizione floreale di Firenze nel 1856 fu presentata dal Prof. Emilio Santarelli una varietà di Camelia a cui poi venne dato il nome di Prof. Filippo Parlatore, come tributo di stima e affetto[3].